# 内藤秀雄
内藤　秀雄（ないとう ひでお、1943年（昭和18年）6月1日 -  ）は、日本の実業家。シンメンテホールディングス代表取締役社長。

## 来歴
福岡県出身。1966年西南学院大学経済学部を卒業。

## 略歴
- 1966年 3月 西南学院大学経済学部卒業
- 1966年 4月	㈱吉野組 入社
- 1983年10月	㈱タック設立 代表取締役
- 1999年10月	当社 入社
- 2002年 7月	当社 代表取締役
- 2007年 3月	㈱ShuManagement 取締役(現任)
- 2007年11月	当社 代表取締役会長
- 2016年 3月	当社 代表取締役会長兼社長[1]
- 2017年 3月	シンプロメンテ㈱ 代表取締役社長(現任)
- 2017年 7月	㈱テスコ 取締役会長
- 2017年 9月	㈱テスコ 代表取締役社長*
- 2020年 3月	㈱テスコ 代表取締役会長(現任)